# Doktorzy honoris causa Uniwersytetu Przyrodniczego we Wrocławiu
- 1962: Prof. Stanisław Bac
- 1965: Prof. Arkadiusz Musierowicz
- 1966 
  - Prof. Andrzej Klisiecki
  - Prof. Aleksander Maksimow
- 1970: Prof. Antoni Bant
- 1980 
  - Prof. Tadeusz Ruebenbauer
  - Prof. Antal Acs
- 1982: Prof. Witold Niewiadomski
- 1985: Prof. Stanisław Tołpa
- 1986: 
  - Prof. Kazimierz Boratyński
  - Prof. Stefan Alexandrowicz
- 1989
  - Prof. Mathäus Stöber
  - Prof. Roger Alfred Morsa
  - Prof. Wilhelm Neumann
- 1990 
  - Prof. Kazimierz Gawęcki
  - Prof. Werner Leidl
- 1991 
  - Prof. Hans Werner Partenscky
  - Prof. Klaus Ulrich Heyland
- 1994: Prof. Janusz Haman
- 1995
  - Prof. Zygmunt Hryncewicz
  - Prof. Tadeusz Garbuliński
  - Prof. Marian Truszczyński
  - Prof. Wincenty Pezacki
  - Prof. Adam Sroczyński
  - Prof. Piotr Prochal
- 1997 Prof. Manfred Kirchgessner
- 1998
  - Prof. Eckehard Deegen
  - Prof. Mieczysław Pałasiński
- 1999 
  - Prof. Ryszard Badura
  - Prof. Manfred Olbertz
- 2000 
  - Prof. Hans Georg Liebich
  - Prof. Lubomir Włodzimierz Baran
  - Ks. Kardynał dr Henryk Gulbinowicz
- 2001  
  - Prof. Józef Leibetseder
  - Prof. Czesław Somorowski
  - Dr Antoni Gucwiński
  - Prof. Stanisław Przestalski
- 2002
  - Prof. Bogdan Łazarkiewicz
  - Prof. Helena Oberman
  - Prof. Henryk Jasiorowski
  - Prof. Teofil Mazur
- 2003: Günter Verheugen
- 2005 
  - Prof. Tomasz Brandyk
  - Prof. Antoni Polanowski
  - Prof. Zofia Jasińska
  - Prof. Andreas Stolle
- 2006
  - Prof. Tadeusz Szulc
  - Prof. Czesława Lipecka
  - Prof. Jerzy Fabiszewski
  - Prof. Tadeusz Luty
- 2007 
  - Prof. Wacław Leszczyński
  - Prof. Rudolf Michałek
  - Prof. Henryk Górecki
- 2008
  - Yona Chen
- 2009
  - Prof. Włodzimierz Bednarski
- 2010
  - Prof. Walter Baumgartner